# Салабери де Валефелд (Квебек)
Салабери де Валефелд (фр. Salaberry-de-Valleyfield) је град у Канади у покрајини Квебек. Према резултатима пописа 2011. у граду је живело 40.077 становника.

## Становништво
Према резултатима пописа становништва из 2011. у граду је живело 40.077 становника, што је за 1,0% више у односу на попис из 2006. када је регистровано 39.672 житеља.
| 2006.  | 2011.  | 2016.  |
| ------ | ------ | ------ |
| 39.672 | 40.077 | 40.745 |